# Elementi incompatibili
Il termine elementi incompatibili, usato dai petrologi e dai geochimici, indica quegli elementi chimici i cui ioni non sono adatti, per le loro dimensioni e/o la loro carica, ai siti cationici del reticolo cristallino del minerale nel quale sono inclusi. Sono definiti dal coefficiente di partizione:
ovvero il rapporto tra la concentrazione di un elemento in un minerale e quella nel fuso stabile che coesiste con esso. Un elemento nel magma è incompatibile quando questo rapporto è minore di 1, vale a dire che, quando un magma viene generato per fusione parziale della crosta o del mantello, gli elementi che hanno difficoltà ad entrare nei siti cationici dei minerali si concentrano preferenzialmente nella fase liquida (fuso) del magma, liberamente strutturata, mentre sono generalmente esclusi dalla struttura cristallina, più rigidamente restrittiva.
Due gruppi di elementi che hanno difficoltà ad entrare nella fase solida sono sintetizzati con un acronimo. Il primo  è chiamato LILE, cioè large-ion lithophile elements e include quegli elementi che hanno un grande raggio ionico, come potassio, rubidio, cesio, bario, stronzio. Il secondo è chiamato HFSE, cioè high-field-strenght elements, e comprende gli elementi di grande valenza ionica (o alta carica) come zirconio, niobio, afnio, elementi delle terre rare (REE), torio, uranio e tantalio.

Un modo diverso di classificare gli elementi incompatibili è secondo la loro massa atomica: si parla di elementi delle terre rare leggere (LREE), dal lantanio al samario, ed elementi delle terre rare pesanti (HREE), dall'europio al lutezio. Le rocce o i magmi che sono ricchi o solo leggermente impoveriti di elementi delle terre rare leggere sono indicati come fertili, mentre quelli con forte carenza di LREE sono indicati come impoveriti. 
Nell'esempio del basalto qui in basso gli elementi in traccia sono quasi tutti incompatibili con i minerali che li contengono.

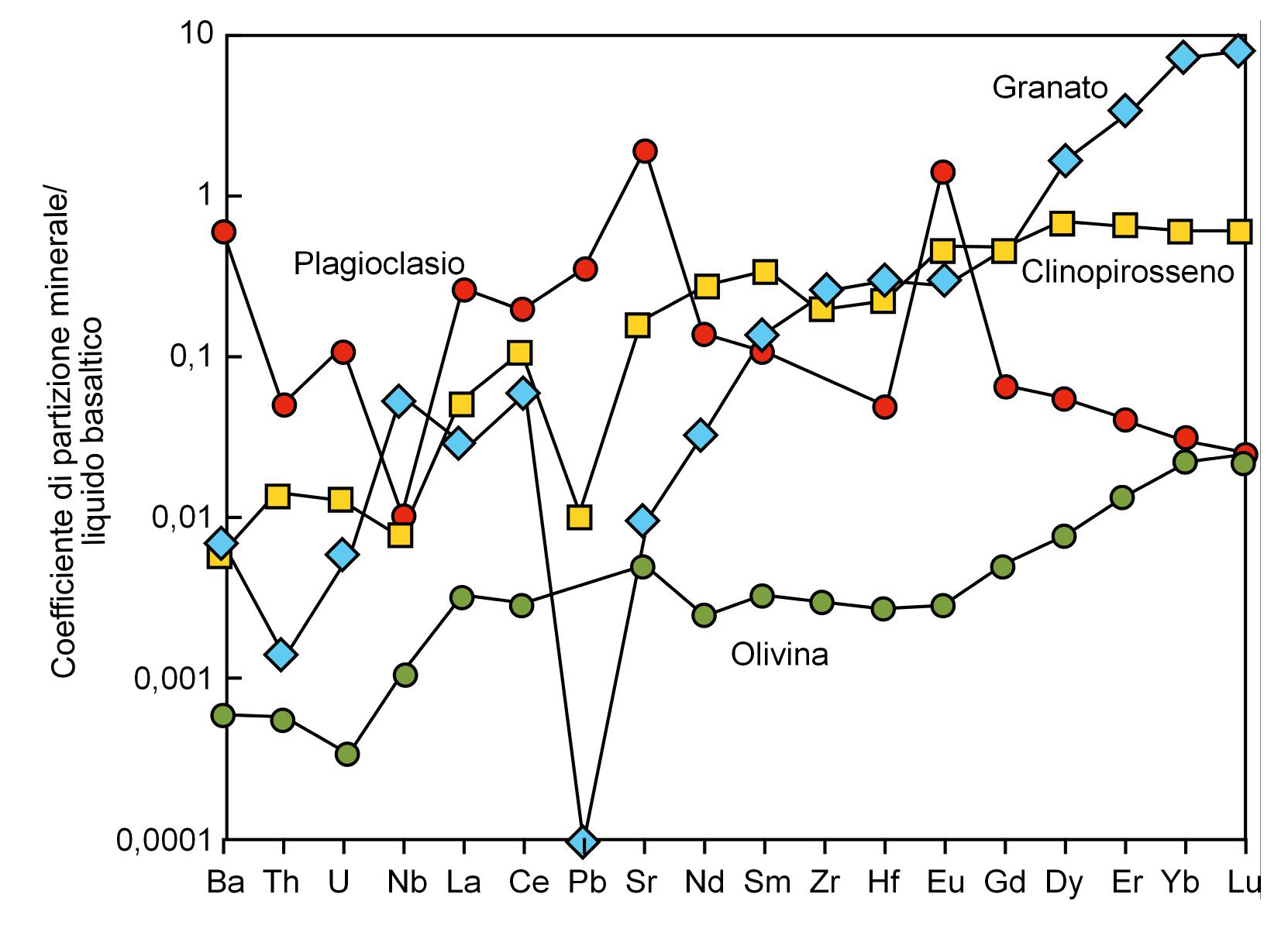
Coefficiente di partizione degli elementi in traccia nei singoli minerali di un basalto. Si può notare che la maggior parte degli elementi è incompatibile, perché ha coefficiente di partizione inferiore a 1. La scala delle ordinate è logaritmica.